# Abdullah Mayouf
Abdullah Mayouf (3 de dezembro de 1953) é um ex-futebolista profissional kuwaitiano, que atuava como defensor.

## Carreira
Abdullah Mayouf fez parte do elenco da histórica Seleção Kuwaitiana de Futebol da Copa do Mundo de 1982. 